# Pulchranthus
Pulchranthus, biljni rod iz porodice primogovki smješten u podtribus Graptophyllinae, dio tribusa Justicieae, potporodica Acanthoideae. Sastoji se od 4 tropske južnoameričke vrste. Tipična vrsta je Pulchranthus surinamensis 

## Opis.
Rod Pulcranthus (Acanthaceae: Acanthoideae) utvrđen je za niz vrsta koje su se nekad nazivale Odontonema ili Pseuderanthemum. Četiri su vrste pridružene rodu: P. surinamensis (tipska vrsta) iz Surinama, P. adenostachyus iz Perua, južne Kolumbije i zapadnog Brazila, P. variegatus iz Francuske Gijane i susjednog sjeveroistočnog obalnog Brazila i P. congestus iz države Amazonas i Pará, Brazil. Pulcranthus je jasno povezan s Odontonema, ali se razlikuje po tome što ima dobro razvijen bilabijalni, zakrivljeni, bijeli do ljubičasti vjenčić s tamnoljubičastim točkicama na režnjevima, izbočenim i zakrivljenim nitima i žljezdano-puberulentnim rahisima. Kod Odontonema vjenčići su cjevasti, crveni ili bijeli do žuti ili rijetko purpurni, i samo slabo dvousni, niti su ravne i kratke s prašnicima koji su obično uključeni u cjevčicu vjenčića, a rahisi cvatova variraju od golih do tomentoznih ili rijetko žljezdastih. U Pseuderanthemuma cvjetovi su usko plitičasti s tankom cijevi i pravilnim vjenčićem. 

## Vrste
1. Pulchranthus adenostachyus (Lindau) V.M.Baum, Reveal & Nowicke
2. Pulchranthus congestus (Lindau) V.M.Baum, Reveal & Nowicke
3. Pulchranthus surinamensis (Bremek.) V.M.Baum, Reveal & Nowicke
4. Pulchranthus variegatus (Aubl.) V.M.Baum, Reveal & Nowicke

## Sinonimi
- Kolobochilus Lindau; Anal. Inst. Fis.-Geog. Costa Rica 8: 307 (1900)